# Радио София (регионално радио)
Радио София е регионална радиостанция в България, програма с обществен характер на Българското национално радио. Седалището му е разположено в град София, на адрес: бул. „Драган Цанков“ № 4. Стартира през 2007 г. Негов директор от 1 юли 2020 г. е Ива Дойчинова.
Радио София е информационно-музикално радио, насочено изцяло към ежедневието на столицата. Програмата на Радио София е разнообразна, изпълнена с информационни, дискусионни, развлекателни, образователни, музикални и документални предавания, които отговарят на многобройните потребности на съвременния столичен слушател. Програмната схема на Радио София включва сутрешен блок „София днес“ – със задължителната за старта на деня богата сервизна и трафик информация, анонс за предстоящи събития от всички сфери на живота в града; предаване за съвременните тенденции в градската среда – „Чуй София!“, дискусионно предаване „Форум“ с теми от политическия и социалния живот на столицата, радиошоу за споделяне на информация, наречено „Часът на инфохолиците“, предаване за клубна музика „До границите на виреене“ с Ясен Петров, обзор на софийските новини, кратка емисия на английски език за гостите на София. Освен информация, която е полезна и улеснява ежедневието на столичани, Радио София запазва място и за „златните моменти“ от историята – предаването „Говори София!“ представя най-доброто от Златния фонд на БНР.
Амбицията на Радио София е обхват на цялата софийска актуалност, включително и тази в целия регион, привличайки по-младата аудитория на БНР.

## История
Радиото е наследник на регионалната програма „Предаване за столицата“ / „Ефир София“ на Българското радио, излъчвана от 1962 до 1998 г. Радио София излъчва пробно от 00:00 часа на 7 юли 2007 г. и е официално открито в деня на София – 17 септември 2007 г.
От 2005 г. на 94.5 MHz в София се излъчват заседания на Народното събрание  (в дните сряда, четвъртък и петък), а през останалото време – от 9:00 до 14:00 часа програма музика. След старта на Радио София, парламентарния канал продължава излъчване на същата честота до края на 2013 г.

### Директори
- Георги Любенов (2007)
- Юлия Гигова (2007-2013)
- Митко Димитров (2013-2016)
- Светослав Костов (2016-2019)
- Роселина Петкова (2019 – 2020)[3]
- Добринка Добрева (2020)
- Ива Дойчинова (2020 - 2022)[1]
- Антония Енева (2023 - )

## Програма
Програмата на радиото предлага множественост на гледните точки, всестранност на информацията и други разнообразни позиции от социален, политически, културен, етнически и религиозен характер. В информационната политика на има приоритетно присъствие на политическа, икономическа, социална, образователна и друга информация с регионално значение. Програмата представя документалното начало и аналитичен поглед към обществено-политическия живот, икономиката, културата, образованието. С оглед програмното осигуряване на тези намерения е предвидено активното използване на възможностите на Златния фонд на БНР. В програмата намират място актуални предавания за политически събития в столицата, в контекста на работата на официалните институции, на публицистични предавания в областта на обществено-политическия живот, икономиката, гражданското общество и културните традииции на столицата, програмна линия за граждански контрол върху дейността на институциите и за евроинтеграционните процеси в България, предавания за стила, възгледите и проблемите на новото поколение.

## Ефирно излъчване
През декември 2010 г. е включен предавател на Радио София за Ихтиман, на честота 104,6 MHz. През април 2011 г. са открити честоти за Самоков (100,0 MHz) и Своге (90,4 MHz), като софийския предавател е качен на КРТЦ Витоша на телевизионна кула „Копитото“. Излъчва се свободно и от спътник „AzerSpace 2 / Intelsat 38“, 45.1° изток.